# Arbiello
Arbiello es un embutido típico de Aragón. Este embutido se elabora con las vísceras (por regla general hígado y pulmón de oveja) que mezclado con tocino y otras especias se embute en tripa. En aragonés arbiello viene a significar esófago del animal, siendo este órgano el empleado para embutir la carne. Se trata de un embutido muy popular en el campo de Jaca. En algunas ocasiones se elabora igualmente con la carne y despojos del cerdo.